# Сураджи, Ахмад
Ахмад Сураджи (индон. Ahmad Suradji; 10 января 1949 года — 10 июля 2008 года) — индонезийский серийный убийца, жертвами которого стали 42 девочки и женщины в возрасте от 11 до 30 лет, которых он убивал в течение 11 лет.

## Биография
Ахмад Сураджи родился 10 января 1949 года, больше о его жизни ничего не известно. Однажды, как сказал Сураджи, во сне ему явился отец, который сказал, что Сураджи должен убить 70 женщин и выпить их слюну, чтобы стать целителем. В 1986 году Ахмад начал приглашать женщин и девочек в возрасте от 11 до 30 лет под каким-либо магическим предлогом. Сураджи считался в своей деревне главным целителем, и поэтому жертвы верили ему. Он закапывал женщин по горло с их добровольного согласия и душил куском кабеля. После того как женщина умирала, он засыпал тело жертвы землей и голову поворачивал так, чтобы она смотрела на его дом. Поймали Ахмада в 1997 году, когда он убил женщину и закопал её около дома, люди рассказали, что Ахмад выкопал яму и бросил вглубь человеческое тело. Сураджи арестовали после того, как индонезийская полиция обнаружила тело убитой. А уже после этого Сураджи показал им ещё 41 труп. По подозрению в соучастии были арестованы и 3 его жены, но только одна из них была признана виновной. Сураджи и его жену приговорили к расстрелу, но женщине приговор был заменён на пожизненное лишение свободы. 10 июля 2008 года Ахмад Сураджи был казнён.